# Geoff Smith (matemático)
Geoffrey Charles Smith, MBE (12 de agosto de 1953) es un matemático británico. Es profesor titular de Matemáticas en la Universidad de Bath (donde trabaja en teoría de grupos) y actual profesor residente en Wells Cathedral School. 

## Biografía
Fue educado en Trinity School en Croydon y asistió al Keble College, Oxford, en la Universidad de Warwick y la Universidad de Manchester, donde obtuvo un doctorado. en teoría de grupos en 1983.
Smith fue el líder del equipo del Reino Unido en la Olimpiada Internacional de Matemáticas entre 2002 y 2010, un período continuo más largo que cualquier otra persona.  Regresó al cargo de líder de la Olimpiada Matemática Británica desde 2013.
Smith supervisó un aumento cuantitativo de la formación: eventos anuales en Bath (que se trasladó a The Queen's College, Oxford desde 2009), en el Oundle School, en Hungría, en el Trinity College, Cambridge e inmediatamente antes de la propia OMI. También ganó tres veces el Micrófono de Oro de la OMI, otorgado al líder del equipo nacional que pronuncia la mayor cantidad de discursos ante el Jurado de la OMI.
En 2010 fue elegido miembro del Consejo Asesor de la OMI por un período de cuatro años. Smith fue elegido presidente de la Olimpiada Internacional de Matemáticas para el período 2014-2018 y fue reelegido en 2018.
Smith también preparó a los equipos del Reino Unido para el torneo rumano Masters in Mathematics (que ganaron en 2008) y para la participación como invitados en la Olimpiada anual de matemáticas de los Balcanes.
Además de la teoría de grupos, también está interesado en la geometría euclidiana. A menudo colabora con Christopher Bradley y David Monk, y ha publicado varios artículos en Forum Geometricorum, la revista de geometría en línea.
En junio de 2011, Smith recibió un MBE por sus servicios a la educación luego de sus contribuciones a la organización de clases magistrales de matemáticas de Royal Institution.